# Täckningsbidrag
Täckningsbidrag är ett företagsekonomiskt begrepp som används vid produktkalkylering. Det är ett beräknat värde som visar hur mycket en viss produkt bidrar med till att betala kostnader som är gemensamma för alla produkter, samkostnader. Begreppet är centralt vid bidragskalkylering, men förekommer även i andra sammanhang, exempelvis vid nollpunktsanalys. Ofta används termen även för täckningsbidrag per producerad eller såld enhet.

## Översikt
Begreppet täckningsbidrag är inte helt entydigt. Det kan antingen referera till en enskild produkt, eller till en grupp av produkter. För att skilja dessa begrepp åt används emellanåt termen totalt täckningsbidrag. Täckningsbidraget är definierat som särintäkter minus särkostnader. 
- Täckningsbidrag (TB) = Särintäkter - Särkostnader
- Totalt täckningsbidrag (TTB) = Totala särintäkter (TI) - Totala särkostnader
- Resultat = TTB - Samkostnader

Vid nollpunkten gäller alltså att det totala täckningsbidraget är lika stort som samkostnaderna.

## Täckningsgrad
Täckningsgrad (TG) är ett mått som används för att se hur stor andel av särintäkterna som ger täckningsbidrag.
{\displaystyle {{\mbox{TG}}\,{=}\,{{\mbox{TTB}} \over {\mbox{TI}}}}}